# Marcelo Weigandt
Marcelo Weigandt, né le 11 janvier 2000 à Avellaneda, est un footballeur argentin qui évolue au poste de défenseur avec le club de l'Inter Miami, en prêt de Boca Juniors.

## Biographie

### En club
Weigandt est issu du centre de formation de Boca Juniors, club qu'il a rejoint en 2007 du Club Villa Ideal,. Il intègre l'équipe première de Boca lors de la saison 2018-2019, figurant sur le banc lors des matchs de championnat contre Gimnasia y Esgrima et les Newell's Old Boys,. Gustavo Alfaro fait finalement débuter le jeune joueur en Copa Argentine le 19 avril 2019 contre les Estudiantes (es), jouant la totalité de cette victoire 2-0.

### En sélection
En 2015, Weigandt participe au Championnat sud-américain des moins de 15 ans organisé en Colombie, où son équipe finit troisième.
Avec les moins de 17 ans, il participe au Championnat sud-américain des moins de 17 ans en 2017, qui se déroule au Chili. 
Par la suite, avec les moins de 20 ans, il dispute la Coupe du monde 2019 organisée en Pologne. Il joue contre le Portugal et la Corée du Sud dans une compétition où l'Argentine est éliminée en huitièmes de finale.

## Palmarès
Boca Juniors
- Championnat d'Argentine (1) :
  - Champion : 2019-20.